# Muhammed – Guds sändebud

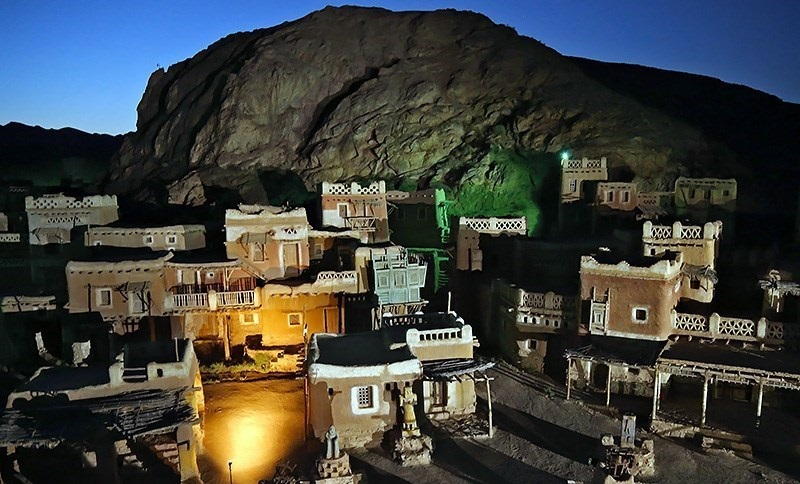
En illustration av staden Mecka i filmen.

Muhammed – Guds sändebud (persiska: محمد رسول‌ الله, translit. Muhammad Rasulullah) är en iransk islamisk dramafilm från 2015, regisserad av Majid Majidi. Filmen handlar om den islamiske profeten Muhammeds barndom. Det är den mest påkostade filmen som producerats i Iran.